# Sîcivka, Malîn
Sîcivka (în ucraineană Сичівка) este un sat în comuna Lukî din raionul Malîn, regiunea Jîtomîr, Ucraina.

## Demografie
Componența lingvistică a localității Sîcivka
     Ucraineană (96,97%)
     Rusă (3,03%)
Conform recensământului din 2001, majoritatea populației localității Sîcivka era vorbitoare de ucraineană (96,97%), existând în minoritate și vorbitori de rusă (3,03%).